# نیروگاه برق آبی ایده
نیروگاه برق آبی ایده (به لاتین: Edea Hydroelectric Power Station) یک نیروگاه و منطقهٔ مسکونی در کامرون است که در Edéa واقع شده‌است.